# Heinz Oestmann
Carsten Heinz Oestmann (* 25. Januar 1950 in Hamburg; † 6. August 2018 ebenda) war ein Elb- und Nordseefischer und Umweltschützer aus Hamburg. Er war 1985/1986 Abgeordneter der Grün-Alternativen Liste Hamburg (GAL) in der Hamburgischen Bürgerschaft.
Oestmann entstammt einer Fischerfamilie aus Hamburg-Altenwerder, deren Tradition bis in das 18. Jahrhundert zurückreicht. Von seinem früh verstorbenen Vater erbte er einen Fischkutter mit dem Namen Nordstern.
Über die Grenzen der Hansestadt hinaus wurde er bekannt durch seine spektakulären Aktionen gegen den Abriss seines Heimatdorfes Hamburg-Altenwerder. 25 Jahre lang kämpfte er um die Existenz des Stadtteils, der der Hafenerweiterung weichen musste. In den 1970er Jahren wurden mehr als 2.000 Menschen des Stadtteils umgesiedelt; Oestmann blieb bis 1998 und behinderte damit die Hafenerweiterungspläne. Seither lebte er in Hamburg-Finkenwerder, wo er ein Restaurant betrieb.
Oestmann wurde darüber hinaus bekannt durch seine Proteste gegen die Elbverschmutzung durch von Dow Chemical verklappte chlorierte Kohlenwasserstoffe in der Elbe und die Verklappung von verdünnter Schwefelsäure durch Kronos International in der Nordsee.
Oestmann war verheiratet und hatte vier Kinder.